# Pont-de-Roide-Vermondans
 Pont-de-Roide-Vermondans,  denominado  Pont-de-Roide hasta el 6 de diciembre de 2014, es una comuna y población de Francia, en la región de Franco Condado, departamento de Doubs
Sus habitantes reciben el gentilicio de Rudipontains.
La comuna incluye a la comuna asociada de Vermondans, que absorbió en 1972.

## Demografía
| 392 | 351 | 391 | 406 | 755 | 734 | 910 | 1 047 | 1 350 | 1 781 | 2 271 | 2 296 | 2 654 | 3 063 | 2 928 | 2 776 | 2 774 | 2 758 | 2 810 | 2 917 | 2 769 | 2 945 | 2 908 | 2 795 | 2 814 | 3 147 | 3 744 | 4 381 | 5 342 | 4 958 | 4 983 | 4 781 | 4 619 | 4 309 |
| Para los censos de 1962 a 1999 la población legal corresponde a la población sin duplicidades (Fuente: INSEE [Consultar]) |     |     |     |     |     |     |       |       |       |       |       |       |       |       |       |       |       |       |       |       |       |       |       |       |       |       |       |       |       |       |       |       |       |

La población de la comuna asociada de Vermondans era de 1 289 habitantes en 2007.

## Personalidades
- Jules Bonnot